# Nanuque (ort)
Nanuque är en ort i Brasilien.   Den ligger i kommunen Nanuque och delstaten Minas Gerais, i den sydöstra delen av landet, 800 km öster om huvudstaden Brasília. Nanuque ligger 108 meter över havet och antalet invånare är 37 824.
Terrängen runt Nanuque är huvudsakligen platt. Nanuque ligger nere i en dal. Det finns inga andra samhällen i närheten.
Omgivningarna runt Nanuque är huvudsakligen savann. Runt Nanuque är det ganska glesbefolkat, med 34 invånare per kvadratkilometer.